# Brian Sandoval
Brian Edward Sandoval, född 5 augusti 1963 i Redding i Kalifornien, är en amerikansk advokat och republikansk politiker. Han var guvernör i delstaten Nevada från 2011 till 2019. Han var tidigare Nevadas justitieminister åren 2003–2005 och federal domare åren 2005–2009.
Sandoval betraktas som en moderat republikan. Han har uttryckt stöd för bland annat aborträttigheter, Obamacare och förnybar energi.

## Biografi
Sandoval föddes i Redding i delstaten Kalifornien. Hans far Ron Sandoval var FAA-underhållsövervakare och hans mor Gloria Sandoval arbetade som juridisk sekreterare. Han är av mexikansk härkomst.
Sandoval studerade vid University of Nevada och avlade där en kandidatexamen (B.A.) i engelska och nationalekonomi 1986. Han fortsatte sedan sina studier vid Ohio State University, där han avlade juristexamen (J.D.) 1989. Han startade en egen advokatbyrå i Reno 1999.
Han utsågs till ”Årets alumn” vid University of Nevada 2004.